# Richie Regan
Richard Joseph "Richie" Regan (Newark, Nueva Jersey, 30 de noviembre de 1930 - Newark, Nueva Jersey, 24 de diciembre de 2002) fue un jugador de baloncesto estadounidense que disputó tres temporadas en la NBA. Con 1,87 metros de altura, jugaba en la posición de base. Tras retirarse como jugador en activo, fue durante diez años el entrenador de los Seton Hall Pirates de la NCAA. Fue All-Star en 1957.

## Trayectoria deportiva

### Universidad
Jugó durante tres temporadas con los Pirates de la Universidad de Seton Hall, entre 1950 y 1953, ayudando a su equipo a lograr un récord de 80 victorias y 12 derrotas en dicho periodo. En 1953, con el equipo liderado por el propio Regan y el pívot Walter Dukes, lograron el título del NIT tras vencer a Universidad de St. John's por 58-46. Acabó en vigesimosegundo lugar de la lista histórica de anotadores de Seton Hall con 1.167 puntos, y cuarto en asistencias, con 443. Tras la consecución del título del NIT, se jugó un All-Star universitario entre el este y el oeste, en el cual Regan fue nombrado MVP.
Una de las instalaciones de la universidad recibe en la actualidad su nombre, el Regan Center.

### Profesional
Fue elegido en la cuarta posición de la primera ronda del Draft de la NBA de 1953 por Rochester Royals, pero antes de dar el salto a profesionales cumplió dos años de servicio militar, incorporándose a la liga en la temporada 1955-56. En ésta, fue suplente del entonces base titular, Bobby Wanzer, acabando el año con 7,8 puntos, 3,1 asistencias y 2,4 rebotes por partido.
Al año siguiente, tras la retirada de Wanzer, se hizo con el puesto de titular, mejorando sus estadísticas hasta los 9,8 puntos y 3,1 asistencias por partido, lo que le permitieron participar en su primer y único All Star Game disputado en el Boston Garden. En dicho partido consiguió 4 puntos y 4 rebotes en 21 minutos de juego.
En la temporada 1957-58 el equipo se mudó a la ciudad de Cincinnati, en el que sería el último año como profesional de Regan. Acabó el mismo con 7,3 puntos y 2,6 asistencias por partido, dejando el baloncesto en activo a los 27 años de edad. En el total de su corta carrera profesional promedió 8,3 puntos, 2,9 asistencias y 2,6 rebotes por encuentro.

### Entrenador
Tras retirarse reemplazó al miembro del Basketball Hall of Fame John Russell como entrenador de los Pirates de Seton Hall en 1960, ocupando dicho puesto durante 10 temporadas, en las que consiguió 112 victorias y 131 derrotas. En 1971 fue nombrado director atlético de la universidad, siendo uno de los impulsores de la creación de la Big East Conference de la División I de la NCAA en 1979.

## Estadísticas de su carrera en la NBA

### Temporada regular
| Temporada | Edad | Equipo            | Liga | P   | TIT | MIN  | TC  | TCA  | %TC  | 3P | 3PA | %3P | TL  | TLA | %TL  | R.OF. | R.DEF. | REB | ASIS | ROB | TAP | PER | FP  | PTS |
| 1955-56   | 25   | Rochester Royals  | NBA  | 72  |     | 24.3 | 3.3 | 9.5  | .352 |    |     |     | 1.2 | 1.8 | .639 |       |        | 2.4 | 3.1  |     |     |     | 2.5 | 7.8 |
| 1956-57   | 26   | Rochester Royals  | NBA  | 71  |     | 29.6 | 3.6 | 11.0 | .329 |    |     |     | 2.6 | 3.3 | .774 |       |        | 2.9 | 3.1  |     |     |     | 2.5 | 9.8 |
| 1957-58   | 27   | Cincinnati Royals | NBA  | 72  |     | 22.9 | 2.8 | 7.9  | .355 |    |     |     | 1.7 | 2.4 | .698 |       |        | 2.4 | 2.6  |     |     |     | 2.4 | 7.3 |
| Total     |      |                   | NBA  | 215 |     | 25.6 | 3.3 | 9.4  | .344 |    |     |     | 1.8 | 2.5 | .717 |       |        | 2.6 | 2.9  |     |     |     | 2.5 | 8.3 |

### Playoffs
| Temporada | Edad | Equipo            | Liga | P | MIN | TCA | TC | 3PA | 3P | TLA | TL | R.OF. | REB | ASIS | ROB | TAP | PER | FP | PTS | %TC  | %3P | %FT  | MIN  | PTS  | REB | AST |
| 1957-58   | 27   | Cincinnati Royals | NBA  | 2 | 63  | 12  | 26 |     |    | 0   | 1  |       | 9   | 3    |     |     |     | 5  | 24  | .462 |     | .000 | 31.5 | 12.0 | 4.5 | 1.5 |
| Total     |      |                   | NBA  | 2 | 63  | 12  | 26 |     |    | 0   | 1  |       | 9   | 3    |     |     |     | 5  | 24  | .462 |     | .000 | 31.5 | 12.0 | 4.5 | 1.5 |

## Vida posterior y fallecimiento
Regan sirvió como director atlético hasta 1985, cuando se convirtió en el director ejecutivo de Pirate Blue, la fundación encargada de financiar los deportes de la universidad. En 1998 fue nombrado asistente especial del vicepresidente para asuntos universitarios. Falleció en el Jersey Shore Medical Center de Neptune, en Nueva Jersey, el 24 de diciembre de 2002, donde llevaba ingresado desde 10 días antes, a causa de un fallo cardíaco.